# 전주 서씨
전주 서씨(全州 徐氏)는 전북특별자치도 전주시를 본관으로 하는 한국의 성씨이다. 이천 서씨에서 분관된 성씨이다.이천 서씨 전주공파.

## 과거 급제자
전주 서씨는 조선시대 무과 급제자 6명, 역과 1명을 배출하였다.
무과
서능수(徐能修) 서몽룡(徐夢龍) 서종일(徐宗鎰) 서치룡(徐致龍) 서치하(徐致遐) 서후발(徐後發)     
역과
서상현(徐尙賢) 

## 인구
- 2000년 674명
- 2015년 1750명

## 같이 보기
- 이천 서씨